# Powiat de Sucha
Le powiat de Sucha Beskidzka (en polonais powiat suski) est un powiat appartenant à la voïvodie de Petite-Pologne dans le sud de la Pologne.

## Division administrative
Le powiat de Sucha Beskidzka comprend 9 communes (gmina) :
- 2 communes urbaines : Jordanów (3) et Sucha Beskidzka (7) ;
- 1 commune urbaine-rurale : Maków Podhalański (5) ;
- 6 communes rurales : Budzów (1), Bystra-Sidzina (2), Jordanów (4), Stryszawa (6), Zawoja (8) et Zembrzyce (9).

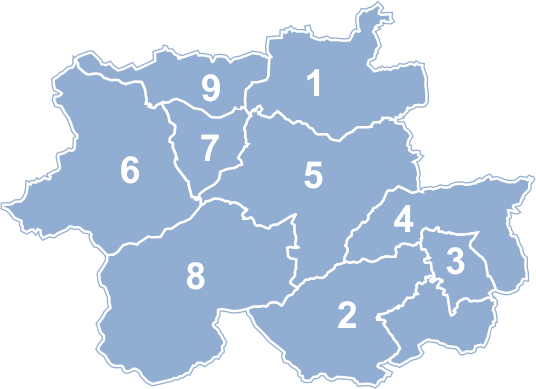